# Las dos huerfanitas (telenovela)
Las dos huerfanitas es una telenovela colombiana realizada por la programadora NTC para la Primera Cadena en 1980. Estuvo protagonizada por las entonces jóvenes revelaciones Nelly Moreno y Yadira Sánchez, junto al actor y director Alí Humar. Fue una adaptación de Bernardo Romero Pereiro de la obra The two orphans de Alfredo D'Ennery.

## Sinopsis
Cuenta la historia de dos huérfanitas que huyen de un orfanato, una va en busca de su madre y la otra la acompaña, desamparadas se enfrentan a la vida y a los peligros de la calle con entrega y valentía.

## Reparto
- Nelly Moreno
- Yadira Sánchez
- Alí Humar
- Hernando Casanova
- Jose Saldarriaga
- Erika Krum

## Versiones
En años anteriores se realizaron versiones cinematográficas de esta novela, entre ellas están: 
- The orphans on the storm: fue realizada por D.W. Griffith Productions en 1921, dirigida por D.W. Griffith y protagonizada por Dorothy Gish y Lillian Gish.
- Las dos huerfanitas: fue realizada por Películas Latinoamericanas S.A. en 1942, dirigida por Roberto Rodríguez y protagonizada por Evita Muñoz "Chachita" y María Eugenia Llamas.